# Once Brothers
Once Brothers è un film documentario diretto da Michael Tolajian, trasmesso su ESPN nel 2010.

## Trama
Il film ripercorre la carriera dei due cestisti più rappresentativi della generazione vincente dell'allora Jugoslavia, Vlade Divac e Dražen Petrović. La loro ascesa in Europa permette loro l'approdo nel miglior campionato del mondo, la NBA, proprio mentre nella loro patria inizia la guerra civile jugoslava.
La forte amicizia che li legava inizia così a vacillare per le loro origini (Divac serbo-ortodosso, Petrovic croato-cattolico), e li porta ad allontanarsi definitivamente dopo la conquista del Campionato mondiale maschile di pallacanestro 1990, quando Divac, durante i festeggiamenti, allontana dal campo una bandiera croata portata da un indipendentista.
Nemmeno la tragica scomparsa di Petrovic in un incidente stradale nel 1993 ha permesso una loro definitiva riappacificazione, dimostrando tutta la drammaticità dell'odio etnico - religioso di quegli anni e quanto esso abbia inciso nelle vite dei giovani slavi degli anni '90.
Il film si conclude con la visita di Divac alla famiglia Petrovic, durante la quale si rievocano i bei tempi, e con Vlade che si reca al cimitero di Zagabria per deporre sulla tomba di Dražen una foto che li ritrae insieme, ai tempi dei trionfi della Jugoslavia cestistica unita.